# Karl Bögelein
Karl Bögelein (Bamberga, 28 gennaio 1927 – 9 agosto 2016) è stato un calciatore e allenatore di calcio tedesco, di ruolo portiere.

## Palmarès

### Giocatore

#### Competizioni nazionali
- Campionato tedesco: 1

Stoccarda: 1951-1952
- Coppa di Germania: 1

Stoccarda: 1953-1954